# リスとムクドリを伴う婦人の肖像
『リスとムクドリを伴う婦人の肖像』（リスとムクドリをともなうふじんのしょうぞう、英: Portrait of a Lady with a Squirrel and a Starling）は、ドイツ・ルネサンス期の画家ハンス・ホルバインが1526年から1528年にかけて、オーク板上に油彩で制作した絵画である。作品は、平坦な青色の背景の中に控えめな装いをした若い女性描いている。彼女は、ナッツを食べている鎖に繋がれたリスを抱いている。背景には、ブドウの蔓に止まっているムクドリが嘴を女性の右耳に向けている。『聖書』のモティーフであるブドウは豊穣と富の象徴である。肖像画の女性は、ヘンリー8世の従者で、1551年に亡くなったフランシス・ロヴェル卿 (Sir Francis Lovell) の妻アン・ロヴェル (Anne Lovell) であると考えられている。作品の保存状態は素晴らしい。現在、ロンドン・ナショナル・ギャラリーに所蔵されている。

## 来歴
この肖像画は、1761年からホートン・ホールにあったが、1992年に、国家遺産記念財団、芸術基金、ジョン・ポール・ゲティ・ジュニア (「ロンドン・ナショナル・ギャラリーアメリカ人友の会」を通して) からの寄付によりロンドンのナショナル・ギャラリーに購入された。

## 作品
ホルバインは、この肖像画を1526年夏から1528年夏まで続いた彼の第1回目のイングランド滞在中に描いた。デイヴィッド・J・キング (David J. King) は、モデルの女性が暖かな毛皮の帽子を被っているため、作品が冬に描かれた可能性があると提唱している。第1回目のイングランド滞在中、ホルバインはほとんどトマス・モアと彼の関係者のために絵画を制作した。『モアの被後見人マーガレット・ギグズの素描 』は、同じような帽子を被っている彼女を表している。ホルバインはまた、背景に類似した木の葉がある、ヘンリー・ギルフォード卿とギルフォード嬢メアリーの肖像を描いている。
この時期のホルバインはしばしば、そうした意匠を模様図案の載っている本から適用した。彼は、画業の最後の10年間にはモデルの人物をよりイコン的な様式で無地の背景の中に置いた。美術史家のジョン・ロウランズ (John Rowlands) は、この肖像画を「ホルバインの第1回目のイングランド滞在記の最も魅力的な肖像画」であるとみなしている。
ホルバインの巧みな筆は、白い毛皮、白い肩掛け、半透明の白い薄布 (首のところでボタンで留められてあり、手首のところでは縁飾りになっている) をそれぞれ丹念に描き分けている。リスとムクドリは後から描き加えられたもので、両手はリスを載せるために描きなおされたので、全体と調和していない。

## 人物の特定化

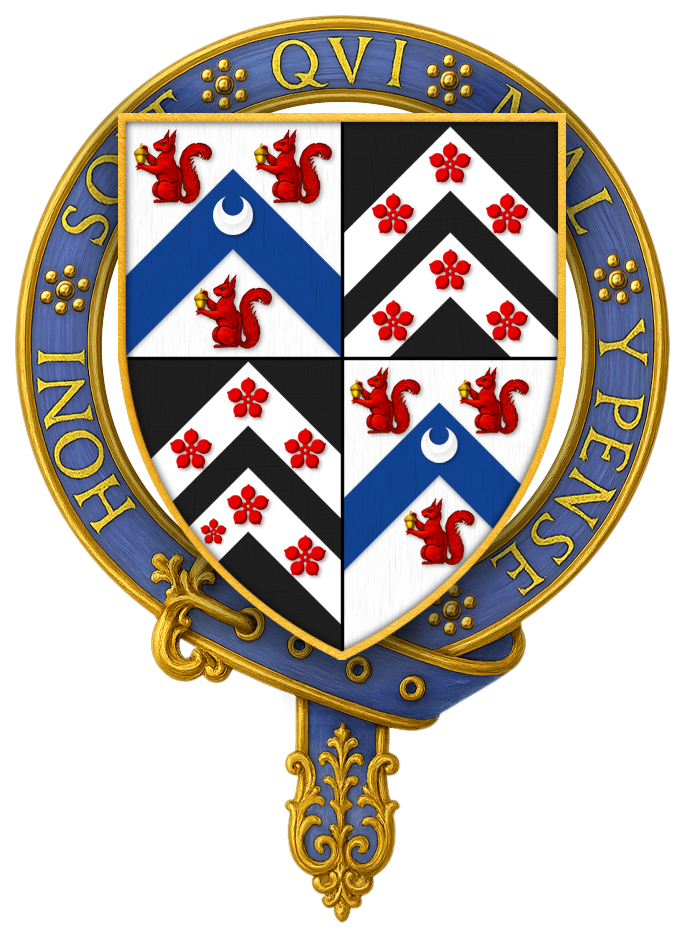
トマス・ロヴェル卿 (ガーター勲章受賞者) の紋章には、6匹の赤いリスが含まれている。

本作の人物がアン・ロヴェルであると特定化する証拠は、ステンドグラス史家のデイヴィッド・J・キングにより発見された。それは、彼がロヴェル家の本拠地であったノーフォークのイースト・ハーリングの教区教会の窓を調べていた時のことであった。キングは、ステンドグラスにあったロヴェル家の紋章に6匹のリスが含まれていたことに気づいたのである。ムクドリ (starling) は、モデルの女性が住んでいたイーストハーリングが当時「Estharlyng」と綴られていたことに関する言葉の遊びである。
アン (生後の名前は、アッシュビー《Ashby》) は、ノーフォークの地主フランシス・ロヴェル卿の妻であった。ロヴェルは、ボズワース・フィールド (Bosworth Field) で戦ったガーター勲章受章トマス・ロヴェルの甥で相続者であり、トマスは、庶民院議長、財務省政務官、財務大臣を務めた。
本作は、一対の夫婦肖像画の片方であったのかもしれない。1526年のフランシス・ロヴェル夫妻の息子トマスの誕生を記念して描かれた可能性もある。描かれているリスは夫妻の息子を表しているのかもしれない。